# أعلى درجة حرارة مئوية مرصودة على كوكب الأرض
تم تسجيل أعلى درجة حرارة على الأرض، وذلك باستخدام ثلاث طرق رئيسية: الهواء، سطح الأرض، ومن خلال المراقبة عبر الأقمار الصناعية. وبالعادة يتم قياس درجة الحرارة عن طريق الهواء؛ إذ نتائج القياس عن طريق الأرض والأقمار الصناعية غير موثوق بها. وتم إعتبار تسجيل درجة الحرارة عن طريق الهواء من قبل المنظمة العالمية للأرصاد الجوية وموسوعة جينيس للأرقام القياسية، من بين جهات أخرى، كالطريقة المثلى والمعيارية لتحديد الرقم القياسي الرسمي. وأعلى درجة حرارة رسمية مسجلة حالياً على كوكب الأرض هي 56.7 °م (134.1 °ف) وتم تسجيلها في تاريخ 10 يوليو 1913 في وادي الموت Death Valley في الولايات المتحدة الأمريكية. ولمدة تسعين عامًا، إحتلت ليبيا أعلى درجة حرارة تم قياسها وتسجيلها، ولكن تم إلغاءها في عام 2012 بحجة قراءة خاطئة. ولا زال يثير قرار الإلغاء عدة تساؤلات حول مصداقية سجل عام 1913 الذي تم قياسه في وادي الموت، إذ أكد العديد من خبراء الأرصاد الجوية أن الوضع مماثل لما حصل في سجل ليبيا. ولكن إحتفظت منظمة الأرصاد الجوية بالسجل بصفتها الجهة الرسمية، حتى يتم إثبات عدم صحة سجل وادي الموت. وإذا ما سيتم إلغاء السجل لأعلى درجة حرارة، فسيكون السجل البديل لصالح كل من فورتيس كريك والكويت والبحرين وعمان وقطر وعمان وقطر عند درجة حرارة 54.0 °م (129.2 °ف)، مسجلة رسمياً لكلً منهما.
وتم أيضًا تسجيل العديد من درجات الحرارة التي تجاوزت وادي الموت باستخدام الطرق الثلاث المذكورة سابقاً، ولكن لم يتم التأكد من أيً منها. ويعود السبب إلى عدم توفر المعدات ذلك الوقت.

## عبر التاريخ

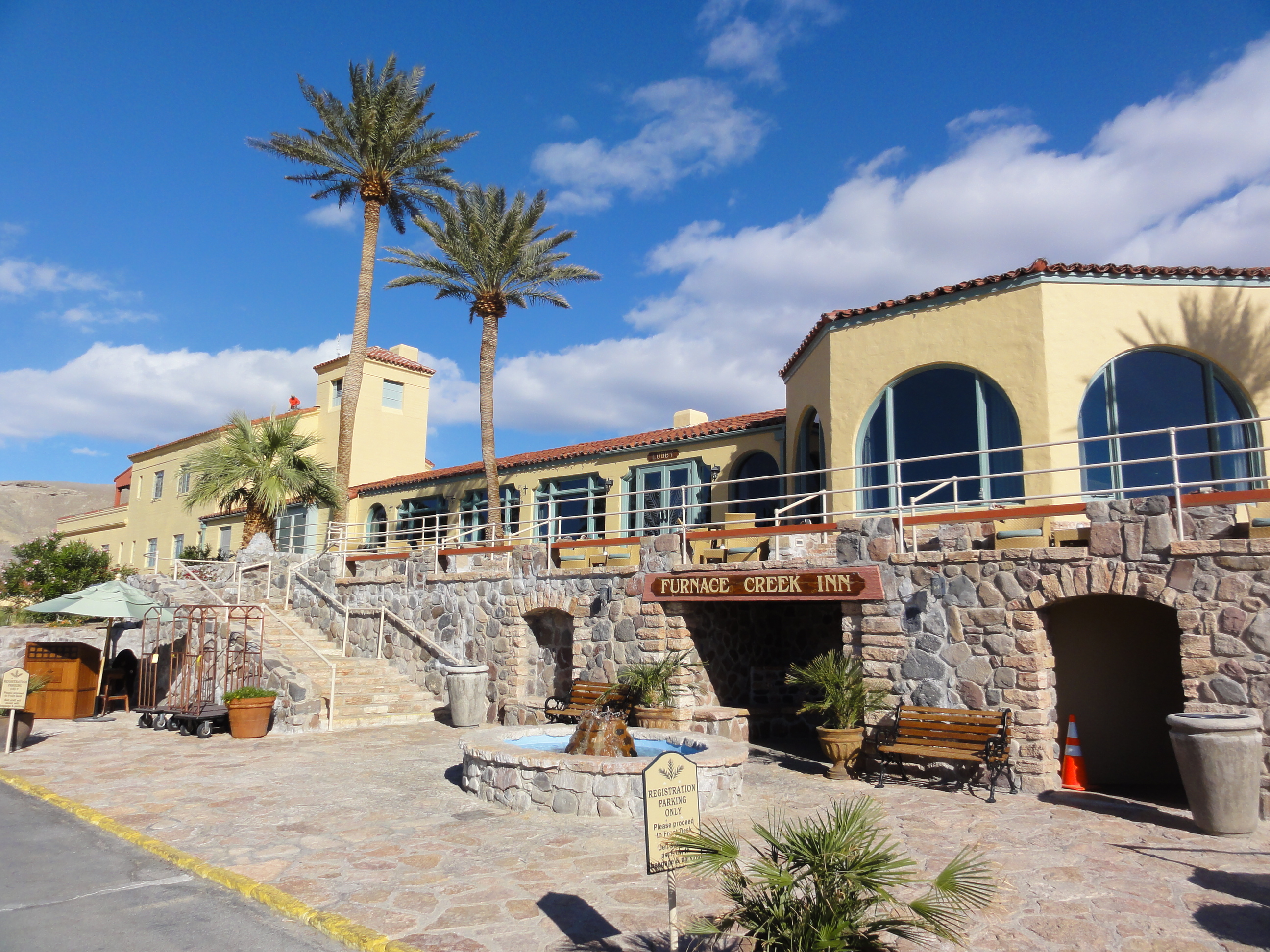
متنزه فورنيس كريك.

وتكمن الشروط المعيارية لقياس درجة الحرارة في الهواء؛ وذلك على ارتفاع 1.5 متر فوق سطح الأرض، وبعيداً عن أشعة الشمس المباشرة. وتم رصد درجات حرارة سطح الأرض منذ ثمانينيات القرن التاسع عشر عندما بدأت فكرة أنشاء سجلات لأعلى درجات حرارة على كوكب الأرض. ووفقًا للمنظمة العالمية للأرصاد الجوية، كانت أعلى درجة حرارة هواء مسجلة على الأرض هي 56.7 درجة مئوية في مزرعة فرنيس كريك في كاليفورنيا، وبالتحديد في وادي الموت بالولايات المتحدة، وذلك في تاريخ 10 يوليو 1913. ولكن تم تجاوز هذا الرقم القياسي في عام 1922 بدرجة 57.8 مئوية، وذلك في تاريخ 13 سبتمبر 1922 في العزيزية في ليبيا. وبعد تسعين عامًا، تم محو هذا الرقم القياسي، لتبقى أعلى درجة حرارة مسجلة في العالم هي تلك في وادي الموت. ومنذ ذلك الحين، مما أثار الشك بصحة التسجيلات. وإذا ما تم إلغاء درجة حرارة عام 1913، فإن أعلى درجة حرارة مسجلة ستكون 54.0 درجة مئوية التي تم تسجيلها في وادي الموت في 20 يونيو 2013، وفي مطربة في الكويت في 21 يوليو 2016. وأيضاً هناك درجات حرارة عالية تم رصدها في فورنيس كريك بدرجة 54.4 مئوية، وذلك في أغسطس 2020 ويوليو 2021، ولكن يتم الإنتظار في التحقق من صحتها.
وتم أيضاً أخذ قياسات لدرجة الحرارة بطريقتين أخريين، وهما عبر الأرض وعبر الأقمار الصناعية. وتجاوزت درجات الحرارة المقاسة عبر سطح الأرض درجات حرارة الهواء بمقدار 30 إلى 50 درجة مئوية. وكان الحد الأقصى لدرجة حرارة سطح الأرض ما بين 90 إلى 100 درجة مئوية، وذلك في الترب الجافة ذات التوصيل الحراري المنخفض. ولكن لا توجد أعلى درجة حرارة مسجلة للأرض، سوى التي تم تسجيلها في مزرعة فورنيس كريك في 15 يوليو 1972، والتي بلغت 93.9 درجة مئوية. ومن الممكن أن يتم تسجيل درجات حرارة أعلى عبر الأقمار الصناعية، ولكن تُعتبر هذه القياسات أقل دقة من تلك التي يتم قياسها عبر الأرض، وذلك تبعاً لفقدان إرتفاع القمر الصناعي. وبلغت أعلى درجة حرارة بواسطة القمر الصناعي 66.8 درجة مئوية، والتي تم قياسها في الجبال المشتعلة في الصين في عام 2008. وبلغت أعلى درجة حرارة عبر الأقمار الصناعية 70.7 درجة مئوية، وذلك في عام 2005 في صحراء لوت في إيران.

## بعض القضايا
في أوائل القرن الحادي والعشرين، تمت مراجعة التسجيلات السابقة لأعلى درجة حرارة على الأرض بزعم أنها قراءات خاطئة. وكانت أعلى درجة حرارة سجلتها المنظمة العالمية للأرصاد الجوية هي 57.8 درجة مئوية في العزيزية في ليبيا، وذلك في ١٣ سبتمبر ١٩٢٢. ولكن تم إلغاء هذا السجل في يناير 2012 لوجود قراءة خاطئة سببها مراقب عديم الخبرة. وأدى إلغاء هذا السجل إلى قيام الباحثين بالتحقيق في التسجيل السابق والحالي الذي تم إجراؤه في وادي الموت في عام 1913. وكانت أحد أقدم الإعتراضات في عام 1949 من قبل الدكتور أرنولد كورت، الذي إستنتج أنه من الممكن أن تكون درجة الحرارة في وادي الموت نتيجة عاصفة رملية حدثت في ذلك الوقت. وذكرت المحكمة أن «مثل هذه العاصفة ربما تسببت في اصطدام مواد سطحية شديدة الحرارة بدرجة حرارة الملجأ.»  كما وزعم مؤرخو الطقس الحديثون مثل كريستوفر سي بيرت وويليام تايلور ريد أن درجة الحرارة المسجلة عام 1913 لوادي الموت هي «أسطورة»، وأنها أعلى بنسبة 2.2 إلى 2.8 درجة مئوية على الأقل. ولكن أكدت المنظمة العالمية للأرصاد الجوية على السجل الحالي قائلة «إننا نقبل هذا الرقم القياسي لدرجات الحرارة القصوى في وادي الموت. وأن ظهرت أي مواد جديدة، فسنكون مستعدين لفتح تحقيق، ولكن في الوقت الحالي تشير جميع الأدلة إلى صحتها».

## إدعاءات لم يتم توثيقها
فيما يلي ادعاءات لم يتم التحقق من صحتها لأعلى درجة حرارة غير تلك التابعة لوادي الموت. ولكن هذه الإدعاءات لم يتم أخذها بالإعتبار بسبب طرق قياسها. فكان البعض منها مأخوذ من وسائل التواصل الاجتماعي، التي نشرت مقاطع فيديو لذوبان أضواء الشوارع أو إشتعال النيران في الأشجار. ولكن دحض خبراء الأرصاد الجوية هذه الإدعاءات فيما بعد، إذ ربطوا «الدليل» بأحداث سابقة ليس لها علاقة بدرجات الحرارة. ويُزعم أن جميع التسجيلات الموثقة قبل عام 1972 ناتجة عن زيادة موضعية مفاجئة في درجة حرارة الهواء، أو ما يعرف باسم الإنفجار الحراري.

## قائمة المراجع
1. ↑  Mildrexler، David J.؛ Zhao، Maosheng؛ Running، Steven W. (2011). "Satellite Finds Highest Land Skin Temperatures on Earth". Bulletin of the American Meteorological Society. ج. 2011: 855–860 [855–857]. Bibcode:2011BAMS...92..855M. DOI:10.1175/2011BAMS3067.1. مؤرشف من الأصل في 2020-08-04.
2. ↑  Garratt، J. R. (1992). "Extreme Maximum Land Surface Temperatures". Journal of Applied Meteorology. ج. 31: 1096–1105. Bibcode:1992JApMe..31.1096G. DOI:10.1175/1520-0450(1992)031<1096:EMLST>2.0.CO;2.
3. ↑  Kubecka، Paul (2001). "A possible world record maximum natural ground surface temperature". Weather. ج. 56: 218–221. Bibcode:2001Wthr...56..218K. DOI:10.1002/j.1477-8696.2001.tb06577.x..
4. ↑  "How accurate are satellite measured temperatures of the troposphere?". AccuWeather. مؤرشف من الأصل في 2019-09-21. اطلع عليه بتاريخ 2018-05-26.
5. ↑  Mildrexler، David J. (يوليو 2011). "Satellite Finds Highest Land Skin Temperatures on Earth". Bulletin of the American Meteorological Society. ج. 92: 855–860. Bibcode:2011BAMS...92..855M. DOI:10.1175/2011BAMS3067.1. مؤرشف من الأصل في 2020-08-04. اطلع عليه بتاريخ 2014-10-20.
6. ↑  Samenow، Jason (25 أكتوبر 2016). "New analysis shreds claim that Death Valley recorded Earth's highest temperature in 1913". واشنطن بوست. مؤرشف من الأصل في 2020-10-28. اطلع عليه بتاريخ 2020-09-20.
7. ↑  El Fadli، Khalid I.؛ Cerveny، Randall S.؛ Burt، Christopher C.؛ Eden، Philip؛ Parker، David؛ Brunet، Manola؛ Peterson، Thomas C.؛ Mordacchini، Gianpaolo؛ Pelino، Vinicio (2013). "World Meteorological Organization Assessment of the Purported World Record 58 °C Temperature Extreme at El Azizia, Libya (13 September 1922)". Bulletin of the American Meteorological Society. ج. 94 ع. 2: 199–204. DOI:10.1175/BAMS-D-12-00093.1.
8. ↑  "Doubts Cloud Death Valley's 100-year Heat Record". مؤرشف من الأصل في 2021-07-15. اطلع عليه بتاريخ 2013-12-30.
9. ↑  "Death Valley's 134F Record Temperature Study Part One". مؤرشف من الأصل في 2020-11-11. اطلع عليه بتاريخ 2013-12-30.
10. ↑  "Highest recorded temperature". Guinness World Records. مؤرشف من الأصل في 2021-07-30. اطلع عليه بتاريخ 2018-08-20.
11. ↑  Dan Evon (7 أغسطس 2017). "62 °C Temperatures in Kuwait Cause Trees to Burst into Flames?". سنوبس.كوم. مؤرشف من الأصل في 2022-03-29. اطلع عليه بتاريخ 2019-01-02.